# Gleichgradige Stetigkeit
Die gleichgradige Stetigkeit ist ein Begriff aus der Analysis und erweitert den Begriff der Stetigkeit einer Funktion auf spezielle Weise auf Funktionenscharen.

## Definition
Seien {\displaystyle (X,d_{X})} und {\displaystyle (Y,d_{Y})} metrische Räume sowie {\displaystyle F} eine Teilmenge der Menge von Funktionen, die {\displaystyle X} auf {\displaystyle Y} abbilden. Die Funktionenfamilie {\displaystyle F} heißt gleichgradig stetig im Punkt {\displaystyle x\in X}, wenn gilt:
{\displaystyle \forall \varepsilon >0:\quad \exists \delta >0:\quad \forall f\in F:\quad \forall x'\in X:\quad d_{X}(x,x')\leq \delta \ \Rightarrow \ d_{Y}\left(f(x),f(x')\right)\leq \varepsilon .}
Die Familie {\displaystyle F} heißt gleichgradig stetig, wenn sie in jedem Punkt {\displaystyle x\in X} gleichgradig stetig ist.
Viele Autoren benutzen den Begriff gleichgradige Stetigkeit synonym zu gleichmäßig gleichgradiger Stetigkeit.
Jede Funktion in einer gleichgradig stetigen Familie von Funktionen ist insbesondere stetig.
Im Falle, dass die Funktionenfamilie {\displaystyle F} nur stetig wäre, könnte {\displaystyle \delta } für jede Funktion der Familie einen anderen Wert haben. „Stetigkeit gleichen Grades“ heißt also, dass die Schwankung der Funktionswerte durch dieselbe Zahl beschränkt ist.
Dieser Begriff findet sowohl in der Funktionalanalysis über den Satz von Arzelà-Ascoli als Kompaktheitskriterium Anwendung als auch in der Funktionentheorie, denn jede auf einem Bereich lokal beschränkte Familie holomorpher Funktionen ist dort lokal gleichgradig stetig, das heißt, jeder Punkt hat eine Umgebung, auf der die Familie gleichgradig stetig ist.